# Castillo de Drégely
El Castillo de Drégely (en húngaro: Drégely Vára) es un castillo del siglo XIII en una colina del condado de Nógrád, Hungría. Está en ruinas, pero algunas de sus secciones han sido restauradas.
La ruina del castillo Drégely se ubica en lo alo de un pico de 440 metros (1440 pies) de alto en las montañas Börzsöny en Hungría. El área se encuentra en el territorio administrativo de Drégelypalánk en el condado de Nógrád. Pero es más fácil acceder al castillo desde Nagyoroszi por una carretera asfaltada. La zona del castillo se encuentra en la zona del Parque Nacional del Danubio-Ipoly.